# Selección femenina de lacrosse de Australia
La Selección de lacrosse femenino de Australia representa al país en las competiciones de la Federación Internacional de Lacrosse. Está organizada por la Australian Lacrosse Association.
La selección australiana es la segunda más fuerte, ha ganado el Campeonato Mundial de Lacrosse Femenino 2 veces y resultó subcampeón en cuatro ediciones, perdiendo ante los Estados Unidos.

## Historia
Hasta los años 1970: el equipo realizó giras por el Reino Unido y posteriormente por los Estados Unidos, que duraban poco más de un mes y siempre enfrentaban a Inglaterra y las Eagles.
Con la creación de la International Federation of Women's Lacrosse Associations (IFWLA) en 1972, el deporte se internacionalizó, se acrecentó la popularidad y para los años 1980 las australianas se convertirían en una de las dos superpotencias indiscutidas.

## Plantel
La siguiente fue la convocatoria para los Juegos Mundiales de 2017, las Lacrosseroos obtuvieron la medalla de bronce.
Entrenadora: Trish Adams
| N.º            | Jugadora | Club | Edad | Provincia | Debut |
| -------------- | -------- | ---- | ---- | --------- | ----- |
| Guardametas    |          |      |      |           |       |
| Defensoras     |          |      |      |           |       |
| Mediocampistas |          |      |      |           |       |
| Delanteras     |          |      |      |           |       |

## En la Copa del Mundo
La IFWLA creó el Campeonato Mundial de Lacrosse Femenino que se disputa cada cuatro años y tuvo su primera edición en Nottingham 1982.
En Filadelfia 1986 un plantel liderado por Wendy Piltz y Jenny Williams, venció en la final a las estadounidenses y se consagraron campeonas del Mundo. En Annapolis 2005 las Lacrosseroos encabezadas por Jen Adams y Hannah Nielsen, sorprendieron derrotando a las locales y obtuvieron su segundo título mundial.

### Palmarés
| Selección | 1982 | 1986 | 1989 | 1993 | 1997 | 2001 | 2005 | 2009 | 2013 | 2017 |
| --------- | ---- | ---- | ---- | ---- | ---- | ---- | ---- | ---- | ---- | ---- |
| Australia | 2.º  | 1º   | 3.º  | 3.º  | 2.º  | 2.º  | 1º   | 2.º  | 3.º  | 4.º  |